# Litsea ichangensis
Litsea ichangensis är en lagerväxtart som beskrevs av James Sykes Gamble. Litsea ichangensis ingår i släktet Litsea och familjen lagerväxter. Inga underarter finns listade i Catalogue of Life.